# Актиномицеты (порядок)
Актиномицеты (устар. «лучистые грибки»; лат. Actinomycetales) — порядок бактерий, имеющих способность к формированию на некоторых стадиях развития ветвящегося мицелия, которая проявляется у них в оптимальных для существования условиях. Некоторые исследователи, подчёркивая бактериальную природу актиномицетов, называют их аналог грибного мицелия тонкими нитями; их диаметр 0,4—1,5 мкм. Актиномицеты имеют кислотоустойчивый (англ. acid fast) тип клеточной стенки, которая окрашивается по Граму как грамположительно, однако по структуре ближе к грамотрицательным. Характеризуются высоким (60—75 %) содержанием ГЦ пар в ДНК.
Наиболее распространены в почве: в ней обнаруживаются представители почти всех родов актиномицетов. Актиномицеты обычно составляют четверть бактерий, вырастающих на традиционных средах при посевах их разведённых почвенных суспензий и 5—15 % прокариотной биомассы, определяемой с помощью люминесцентной микроскопии. Их экологическая роль заключается чаще всего в разложении сложных устойчивых субстратов; предположительно они участвуют в синтезе и разложении гуминовых веществ. Могут выступать симбионтами беспозвоночных и высших растений.

## Строение
Косвенные данные позволяют предположить у актиномицетов апикальный рост.
Дифференциация мицелия — процесс усложнения в процессе развития колонии актиномицета. Прежде всего она проявляется в делении на первичный (субстратный) и вторичный (воздушный) мицелий. Воздушный толще, он гидрофобен, содержит больше ДНК и ферментов, на поверхности его клеток имеются различные структуры (палочковидные, фибриллы).
Мицелий с редкими перегородками, практически ценоцитный у спорообразующих, с частыми перегородками (септами) у форм, для которых мицелий распадается и близких к ним. Вегетативные клетки большинства форм делятся поперечными перегородками, Geodermatophilus и Dermatophilus — во взаимно перпендикулярных направлениях, некоторые актиномицеты содержат клетки с септами, проходящими в совершенно разных направлениях (спорангии Micromonospora, везикулы Frankia). Ветвление происходит по механизму почкования.
Часто дифференциация проявляется в образовании амицелиарных структур:
- коремии — тесное переплетение слившихся гиф, склеенных слизью с оксидами железа;
- агрегаты клеток;
- кристаллы вторичных метаболитов;
- «серные гранулы»;
- склероции — утолщённые гифы с вакуолями, заполненными липидами, может прорастать как спора;
- везикулы — инкапсулированные азотфиксирующие образования у Frankia.

В процессе старения цитоплазма клеток приобретает неравномерную электронную плотность, в ней перестают различаться рибосомы, граница нуклеоида расплывается, клеточная стенка становится тонкой и рыхлой, образуется микрокапсула. При автолизисе в цитоплазме образуются обширные светлые участки, нуклеоид распадается, в клеточной стенке образуются отверстия, клетка заполняется мембранными структурами, разрушающимися последними.

## Жизненный цикл
Нокардиоформные актиномицеты редко образуют споры и размножаются преимущественно фрагментами быстро распадающегося мицелия. Актиномицеты, имеющие продолжительные мицелиальные стадии, различаются по типу спорообразования.

### Спорообразование
По числу спор актиномицеты делят на моно- (например, Saccaromonospora, Micromonospora), олиго- (Actinomadura) и полиспоровые (Streptomyces), выделяя особо те, которые образуют спорангии. Спорообразование преимущественно экзогенное (Thermoactinomyces образует настоящие эндоспоры, однако в настоящее время этот род на основании хемотаксономических и генетических признаков, несмотря на выраженную мицелиальную стадию, склонны относить к бациллам), реже псевдоэндогенное (Planomonospora, Dactylosporangium).
У Streptomyces и спорулирующих Actinomyces споры образуются в два этапа:
- Апикальный участок воздушной гифы отделяется септой, нуклеоид вытягивается.
- Почти одновременно клетка делится септами на участки, нуклеоид делится в тех же местах, клеточная стенка становится в 2 раза толще, споры округляются и их стенка становится в 7 раз толще стенки гифы.

У олигоспоровых септы закладываются базипитально. У монспоровых могут образовываться по механизму почкования.
Спорообразование вызывается так называемым фактором A (C13H22O4).

### Прорастание споры
Прорастание происходит в следующие стадии:
- Инактивная спора гидрофобна, термоустойчива, не проявляет дыхательной активности
- Смачивающаяся активированная спора проявляет активность ферментов, начинается дыхание
- Спора набухает, начинается синтез РНК
- Выход 1—3 (реже 4) ростовых трубок, начинается синтез ДНК. Эта стадия необратима, остальные три — обратимы.

Образуют друзды — скопление переплетенных нитей с колбовидными утолщениями на концах.

## Подвижность
Могут быть подвижны на стадии споры (актинопланы, Geodermatophilus и Dermatophilus), иногда подвижны части мицелия (эрсковия).

## Экологические функции
Актиномицеты (особенно рода Micromonospora) обнаруживаются в водоёмах и их донных осадках, однако не решен вопрос о том являются ли они постоянными их обитателями или занесены из почвы, неизвестна также их роль в данных местообитаниях.
Почвы являются тем природным субстратом, откуда актиномицеты выделяются в наибольшем разнообразии. Однако большая часть биомассы актиномицетов представлена спорами, которые и дают колонии при учёте популяций в почве методом посева, лишь 1—4 % биомассы занимает мицелий. Он обнаруживается в микрозонах с повышенным содержанием органического вещества.
Актиномицеты доминируют на поздних стадиях микробной сукцессии, когда создаются условия для использования труднодоступных субстратов. Активация актиномицетной микрофлоры происходит при внесении в почву крахмала, хитина, нефтепродуктов и т. д. В то же время из-за медленного роста актиномицеты не способны конкурировать с немицелиальными бактериями за легкодоступные вещества. Возможно, что вторичные метаболиты (в особенности, меланоидные пигменты) играют какую-то роль в образовании гумуса.
Ценозообразующую роль актиномицеты играют в местах первичного почвообразования, находясь в этих условиях в ассоциации с водорослью. Эти ассоциации в лабораторных условиях формировали лишайникоподобный таллом (актинолишайник).
Актиномицеты (рода Streptomyces, Streptosporangium, Micromonospora, Actinomadura) являются постоянными обитателями кишечника дождевых червей, термитов и многих других беспозвоночных. Разрушая целлюлозу и другие биополимеры, они являются их симбионтами. Представители рода Frankia способны к азотфиксации и образованию клубеньков у небобовых растений (облепиха, ольха и др.). Есть патогенные формы, вызывающие актиномикоз.
В организме человека обитают в ротовой полости, в кишечнике, в дыхательных путях, на коже, в зубном налете, в кариозных зубах, на миндалинах.

## Отношение к факторам внешней среды
Большинство актиномицетов — аэробы, факультативные анаэробы присутствуют лишь среди актиномицетов с непродолжительной мицелиальной стадией. Здесь усматривается некоторая параллель с грибами, среди которых лишь немицелиальные дрожжи также способны жить в анаэробных условиях. Предполагается что менее эффективный анаэробный тип метаболизма успешен при большей относительной поверхности клеток, которая достигается фрагментацией мицелия.
Считается что актиномицеты устойчивее к высушиванию чем немицелиальные бактерии, благодаря чему они доминируют в пустынных почвах. Лабораторное хранение почвенных образцов в условиях, не способствующих вегетативному росту прокариот увеличивает относительное содержание актиномицетов, учитываемое методом посева. Особенно долго способны сохраняться при высушивании склероции, образуемые родом Chainia. Показано что при aw=0,50 некоторые споры прорастают (Streptomyces, Micromonospora), однако образовавшийся мицелий не ветвится. При aw=0,86 прорастают споры практически всех актиномицетов, у некоторых мицелий ветвится, образуются микроколонии, оптимум достигается при aw=0,95.
Чаще всего актиномицеты нейтрофилы, однако некоторые роды ацидофильны или алкалофильны. Характерным свойством актиномицетов является ацидотолерантность, благодаря чему их доля в микробном комплексе лесных почв относительно высока. Отмечено что на кислой среде продлевается вегетативная стадия, на щелочной, напротив, ускоряется спорообразование.
Актиномицеты не требовательны к содержанию органического углерода в среде, многие из них способны расти на «голодном» агар-агаре. Представители рода Nocardia способны осуществлять хемосинтез, окисляя водород, метан и метанол. Широко среди актиномицетов распространена гетеротрофная фиксация CO2.

## Биохимические особенности
Для актиномицетов отмечается наличие редких метаболических путей и ферментных систем. Например, для них характерен путь расщепления глюкозы Энтнера-Дудорова, встречается полифосфатгексокиназа (вместо обычной гексокиназы), существуют особенности в синтезе ряда аминокислот; во вторичном метаболизме им свойственен шикиматный путь синтеза ароматических соединений, включение цельных углеродных скелетов глюкозы во вторичные метаболиты, например, антибиотики.
Отличительной особенностью актиномицетов является способность к синтезу физиологически-активных веществ, антибиотиков, пигментов, пахучих соединений. Именно ими формируется специфический запах почвы и иногда воды (вещества геосмин, аргосмин, муцидон, 2-метил-изоборнеол). Актиномицеты являются активными продуцентами антибиотиков, образуя до половины известных науке.

## Группы родов актиномицетов по 9 изданию определителя Берджи

### Нокардиоформные актиномицеты
Аэробные организмы, имеющие в цикле развития мицелиальную стадию. Мицелий может распадаться на элементы, образуя цепочки, подобные спорангиям. Настоящих спор нет. Сюда относят род Nocardia, Rhodococcus, способный использовать углеводороды нефти, Promicromonospora, Actinobispora, Oerskovia и др.. деление на роды — по хемотипу клеточной стенки и другим хемотаксономическим признакам.

### Роды с многогнездовыми спорангиями
Образующийся мицелий делится на отдельные кокковидные клетки, подвижные у Geodermatophilus и Dermatophilus и неподвижные у Frankia. Франкии — азотфиксирующие симбионты ольхи и других небобовых растений, образующие на их корнях клубеньки. Место обитания: почва, воды и кожа млекопитающих.

### Актинопланы
В цикле развития имеют подвижную стадию и стадию образования развитого мицелия, разделенного перегородками. Сапротрофы и факультативные паразиты. Распространены в почве, лесной подстилке, животных останках и воде природных источников, часто развиваясь на пыльце попавших в неё растений. Разделяются на роды по типам спорангиев:
- Подвижные споры в спорангиях (Actinoplanes, Ampullariella, Dactylosporangium, Pilimelia)
- Неподвижные споры
  - Одиночные (Micromonospora)
  - В цепочках (Catellatospora)

Тип клеточной стенки II (содержит мезо-ДАПК и глицин).

### Стрептомицетыи близкие роды
Образуют хорошо развитый воздушный мицелий, не распадающийся в процессе развития на отдельные клетки. Спорангии состоят из прямых или закрученных спиралью цепочек неподвижных спор. Обитают в почве, характеризуются сильной антибиотической и хитиноразлагающей активностью.
Тип клеточной стенки I (содержит L-ДАПК)

### Мадуромицеты
Мицелий также не распадается на отдельные клетки. Споры только на воздушном мицелии в цепочках или спорангиях, как подвижные так и нет. Группа плохо изучена и требует ревизии. Образуют короткие цепочки спор (Actinomadura и др.), спорангии с неподвижными (Planomonospora) или подвижными спорами (Streptosporangium).
Типы клеточных стенок II—IV. В гидролизатах целых клеток обнаруживается мадуроза.

### Термомоноспоры и близкие роды
Развитый мицелий, споры расположены одиночно, в цепочках или спорангиеподобных структурах. Тип клеточной стенки III (мезо-ДАПК, нет дифференцирующих сахаров).

### РодTermoactynomyces
Термоактиномицеты образуют типичные эндоспоры и по этому признаку, а также по строению 16s рРНК должны быть отнесены к бациллам, однако образуют развитый мицелий. Термофилы, способные расти в диапазоне 40—48 градусов по Цельсию.

## История изучения
В 1874 Ф. Кон в пробе из слёзного канала человека впервые обнаружил нитчатую бактерию, названную в честь врача, взявшего пробу Streptothrix foersteri. Поскольку родовое название Strepothrix уже было занято грибом, позднее бактерия была переименована в Streptomyces foersteri. В 1877 патолог Боллингер и ботаник Гарц исследовали опухоли (актиномикозные узлы) коров и обнаружили их возбудителя, которого из-за лучистого расположения нитей назвали лучистым грибком (Actinomyces). Это название вскоре стало собирательным для нескольких близких родов.
В 1884 немецкий врач Джеймс Израиль получил первую чистую культуру актиномицета (Actinomyces israelii). В дальнейшем было обнаружено множество патогенных форм (1888 — из ноги больного мадуровой болезнью человека Нокаром был выделен первый представитель рода Nocardia), в 1890—1892 Госпирини составил список родов актиномицетов.
В 1912—1916 стали появляться первые описания непатогенных актиномицетов, выделенных из обычных природных субстратов. В этот период свой вклад в развитие актиномицетологии внесли С. А. Ваксман, Краинский, Рудольф Лиске.
Новый этап развития науки начался в 1939, когда Красильников получил в нативном виде антибиотик мицетин, выделяемый стрептомицетами. В 1945 Ваксман, Шатц и Буги выделили стрептомицин. На актиномицеты оказалось обращено большое внимание, однако в основном развивались прикладные аспекты актиномицетологии, связанные с получением и применением антибиотиков. Тем не менее в этот период также были получены сведения об экологии, биохимии, строении, циклах развития, которые в свою очередь позволили разработать принципы классификации актиномицетов.
С 1980—1990-х внимание переключилось на изучение экологических функций актиномицетов, их взаимоотношения в естественных условиях с животными, растениями и микроорганизмами. Происходит пересмотр систематики, связанный с получением данных о геноме актиномицетов.